# Irma Wyman
 Irma Wyman (* 31. Januar 1928 in Detroit, Michigan; † 17. November 2015) war eine amerikanische Computer-Ingenieurin. Sie war eine der ersten beiden Frauen, die am College of Engineering an der University of Michigan einen Abschluss erhielten.

## Leben und Werk
Wyman wurde 1945 mit einem Regents-Stipendium als eine von sieben Studentinnen in das College of Engineering der University of Michigan aufgenommen. 1946 kehrten viele Veteranen aus dem Zweiten Weltkrieg aus Übersee an das College zurück, weshalb keine weiteren Frauen zugelassen wurden.
Obwohl ihre Noten sie für die Mitgliedschaft in der Ingenieur-Ehrengesellschaft Tau Beta Pi qualifizierten, erhielt sie nur ein Frauenabzeichen, da die Gesellschaft zu diesem Zeitpunkt keine Frauen zuließ. Während ihres Studiums arbeitete sie bereits an einem Raketenlenkungsprojekt im Willow Run Research Center der University of Michigan, wo sie zur Berechnung der Flugbahnen mechanische Taschenrechner benutzte. Sie besuchte das Forschungszentrum der Marine, das US Naval Proving Ground, wo Grace Hopper an ähnlichen Problemen arbeitete, und lernte einen Prototyp eines programmierbaren Mark II-Computers kennen, der zweite programmierbare Computer, der an der Harvard University entwickelt wurde. Nach ihrer Arbeit mit dem Harvard-Modell wurde sie vom National Bureau of Standards (heute National Institute of Standards and Technology) beauftragt, an verschiedenen Prototypen im ganzen Land zu arbeiten. Mitte der 50er Jahre hatte sie Erfahrung mit mindestens acht  Computern gesammelt.
Sie schloss ihr Studium 1949 als eine von zwei Frauen mit einem Bachelor of Science ab. In der Industrie gab es derzeit nur wenige Arbeitsangebote für Ingenieure und fast keine für weibliche Ingenieure. Daher forschte sie weiter und trat einem Start-up-Unternehmen bei, welches schließlich von Honeywell Information Systems übernommen wurde. Sie zog nach Minneapolis und begann eine Managementkarriere bei Honeywell. 1982 wurde sie zur ersten weiblichen Vizepräsidentin von Honeywell ernannt und ging 1990 in den Ruhestand.
1990 wurde sie Diakonin in der Diözese Minnesota der Episcopal Church, wo sie nach zehn Jahren als Erzdiakonin in den Ruhestand trat.
1996 gründete sie den Irma M. Wyman-Stipendienfonds am Zentrum für Frauenbildung der University of Michigan, um Frauen in den Bereichen Ingenieurwesen, Informatik und verwandten Bereichen zu unterstützen.

## Auszeichnungen
- 2001: Medaille der Michigan Engineering Alumni Society
- 2007: Ehrendoktor der Ingenieurwissenschaften, University of Michigan